# Big Bad Wolf
Big Bad Wolf es una película de terror dirigida por Lance W. Dreesen en 2006 

## Argumento
Un grupo de adolescentes hace una fiesta en la cabaña del padrastro de Derek. Son atacados por una criatura y todos mueren menos Derek y su novia, que no denuncian el caso a la policía y deciden investigar por su cuenta.

## Comentario
- Obtuvo el Premio de Plata en 2007 WorldFest de  Houston en la categoría de mejor película de Ciencia Ficción, Fantasía y Cine de  Terror.[1]